# ブレーン (企業)
ブレーン株式会社は、日本の音楽ソフト制作社、楽譜出版社である。

## 概要
1976年に「ブレーン企画社」として創業。創業当初は全日本合唱コンクールの音声、映像収録を行っていた。1984年に組織変革に伴って「ブレーン株式会社」を設立。同年から全日本吹奏楽コンクールの音声、映像ソフトの収録を行う。1989年に吹奏楽ビデオマガジン「Winds」を創刊。1991年から市販CDの制作、販売を開始する。また、1997年から楽譜出版業を開始する。2006年には、吹奏楽専門ダウンロードサイト「W.W.W. Music Download Store」を立ち上げる。
主に吹奏楽を中心に多くの音声・映像ソフト、楽譜を出版している。全日本吹奏楽コンクールでは、現在も映像収録を行っている。また、全日本吹奏楽コンクール課題曲の参考演奏の収録も担当することが多い。これまでに多くのレパートリーを出しており、「ニュー・オリジナル・コレクション」や「バンド・クラシックス・ライブラリー」など数多くの有名なレパートリーを出版している。また、多くの作・編曲家が楽譜を出版している。
多くの日本人作曲家の作品を積極的に欧米をはじめアジアなどに紹介を続けている。アメリカ各州のコンクールやドイツのコンクールの課題曲の作品として邦人作曲家の作品が数多く選定されているのをはじめ世界中の吹奏楽団のコンサートに沢山の邦人作品が取り上げられることが日常化するようになっている。

## 取扱商品
- 吹奏楽
- アンサンブル
- ブラスバンド
- 合唱